# Оса-угао ротација
У математици, оса-угао представљање ротације параметризује ротацију у тродимензионалном Еуклидовом простору са три величине: Јединичним вектором e (који одређује правац осе ротације) и углом θ (који описује интензитет ротације око осе). Потребне су само две вредности (не три) да би се дефинисао јединични вектор e зато што му је интензитет константан. Скаларни производ угла θ и јединичног вектора e је оса-угао вектор.
{\displaystyle {\boldsymbol {\theta }}=\theta \mathbf {e} \,.}
Сам по себи вектор не врши ротацију него се користи за конструисање трансформације које одговара ротацији. Ротација се одиграва у складу са правилом десне руке. Оса ротације се понекад назива и Ојлерова оса.
Ово је само један од начина формализације ротације у тродимензиалном простору. Основа за оса-угао представљање је Ојлерова теорема ротације која каже да ротација или секвенца ротација чврстог тела у тродимензионалном простору еквивалентна једној ротацији око фиксене осе.

## Вектор ротације
Оса-угао представљање је еквивалентно сажетиом формом вектор ротације који се такође назива и Ојлеров вектор. У овом случају и оса и угао ротације су представљени вектором чији је правац паралелан са осом ротације а интензитет одговара углу θ. 
{\displaystyle {\boldsymbol {\theta }}=\theta \mathbf {e} ~.}
Користи се за експоненциајлне и логаритамске функције укључене у овај облик представљања ротације.

### Пример
Рецимо да стојимо и да смо изабрали да је смер вектора гравитације негативан смер z осе. Тада, ако се окренемо налево, ротираћемо се за π⁄2 или 90 степени око z осе. Посматрајући оса-угао предстваљање као уређени пар:
{\displaystyle (\mathrm {axis} ,\mathrm {angle} )=\left({\begin{bmatrix}e_{x}\\e_{y}\\e_{z}\end{bmatrix}},\theta \right)=\left({\begin{bmatrix}0\\0\\1\end{bmatrix}},{\frac {\pi }{2}}\right).}
Овај пример може бити приказан и као вектор ротације интензитета π⁄2 усмереног у z правцу,
{\displaystyle {\begin{bmatrix}0\\0\\{\frac {\pi }{2}}\end{bmatrix}}.}

## Употреба
Оса-угао представљање је погодно за опис динамике чврстог тела. Такође се користи за опис ротације као и за кенверзију из различитих представљања динамике кретања чврстог тела. 
Када се чврсто тело ротира око фиксне осе, тада је оса константна, а угао се мења у зависности од времена.

## Ротирање вектора
Родригезова формула ротације је ефикасан алгоритам за ротацију Еуклидовог вектора, задату са осом ротације и углом. Другим речима Родригезова формула даје алгоритам за израчунавање експоненцијалне функције од so(3) до SO(3) без рачунања експоненцијалне функције целе матрице. 
Ако је v вектор у ℝ3 и e је јединични вектор који описује осу ротације око које v ротиран за угао θ Родригезова формула за добијање ротираног вектора је:
{\displaystyle \mathbf {v} _{\mathrm {rot} }=(\cos \theta )\mathbf {v} +(\sin \theta )(\mathbf {e} \times \mathbf {v} )+(1-\cos \theta )(\mathbf {e} \cdot \mathbf {v} )\mathbf {e} ~.}
За ротацију једног вектора може бити ефикасније него пребацивање e и θ у матрицу ротације да би се вектор ротирао.

## Однос са осталим облицима представљања ротације
Постоји неколико начина представљања ротације. Корисно је разумети у каквој су међусобној вези, и како пребацити иѕ једног представљања у друго. Овде је јединичнни вектор означен са ω уместо e

### Експоненцијална функција из so(3) у SO(3)
Експоненцијална фнкција трансформише из оса-уга представљања ротације у матрицу ротације. 
{\displaystyle \exp \colon {\mathfrak {so}}(3)\to \mathrm {SO} (3)~.}
Користећи Тејлорову формулу добијамо приближну релацију два представљања. Дати једиинични вектор ω ∈ {\displaystyle {\mathfrak {so}}}(3) = ℝ3 представља осу ротације и угао θ ∈ ℝ, еквивалентна матрица ротације R је као што следи:
где је K векторски производ матрице ω. 
K v = ω × v за све векторе v ∈ ℝ3,
{\displaystyle R=\exp(\theta \mathbf {K} )=\sum _{k=0}^{\infty }{\frac {(\theta \mathbf {K} )^{k}}{k!}}=I+\mathbf {K} \theta +{\frac {1}{2!}}(\theta \mathbf {K} )^{2}+{\frac {1}{3!}}(\theta \mathbf {K} )^{3}+\cdots }
Зато што је K косо-симетрична и сума квадрата изнад дијагонале је 1, карактеристични полином P(t) од K је P(t) = det(K − t I) =  −(t3 + t). Пошто је по Hamilton-Cayley theorem, P(K) = 0, следи 
K3 = –K .
И као резултат, K4 = –K2, K5 = K, K6 = K2, K7 = –K . 
Овај патерн се понавља бесконачно и пошто су сви високи степени K изражени као K2. Из претходне једначине следи: 
{\displaystyle R=I+\left(\theta -{\frac {\theta ^{3}}{3!}}+{\frac {\theta ^{5}}{5!}}-\cdots \right)\mathbf {K} +\left({\frac {\theta ^{2}}{2!}}-{\frac {\theta ^{4}}{4!}}+{\frac {\theta ^{6}}{6!}}-\cdots \right)\mathbf {K} ^{2}~,}
а то је,
{\displaystyle R=I+\sin(\theta )\mathbf {K} +(1-\cos(\theta ))\mathbf {K} ^{2}.}

Због постојања поменуте експоненцијалне функције, јединични вектор ω представља осу ротације, а угао θ се понекад назива експоненцијална координата матрице ротације R.

### Логаритамска функција из SO(3) у so(3)
Нека је K матрица 3x3 која утиче на векторски производ са осом ротације ω: K(v) = ω × v за све векторе v који следе.
Да би се добила оса-угао форма ротирања, израчунавамо угао из матрице ротације
{\displaystyle \theta =\arccos \left({\frac {\mathrm {trace} (R)-1}{2}}\right)}
и то користимо да бисмо пронашли нормализовану осу,
{\displaystyle \mathbf {\omega } ={\frac {1}{2\sin(\theta )}}{\begin{bmatrix}R(3,2)-R(2,3)\\R(1,3)-R(3,1)\\R(2,1)-R(1,2)\end{bmatrix}}~.}
Потребно је напоменнути да је логаритам матрице ротације R
{\displaystyle \log R=\left\{{\begin{matrix}0&\mathrm {if} \;\theta =0\\{\frac {\theta }{2\sin(\theta )}}(R-R^{\mathsf {T}})&\mathrm {if} \;\theta \neq 0\;\mathrm {and} \;\theta \in (-\pi ,\pi )\end{matrix}}\right.}
Изузетак је када R има sopstvene vrednosti jednake −1. U tom slučaju logaritam nije jedinstven. Ipak čak i kada je θ = {\displaystyle \pi } Frobenius норма логаритма је :{\displaystyle \|\log(R)\|_{F}={\sqrt {2}}|\theta |~.}
Дате матрице ротација A и B, 
{\displaystyle d_{g}(A,B):=\|\log(A^{\mathsf {T}}B)\|_{F}}
је растојање у тродимензионалном простору између матрица ротације.
За мале ротације претходна рачуница за θ може биити нумерички непрецизна пошто извод arccos иде ка бесконачности како θ → 0. У том случају облици без осе ће обезбедити бољу информацију о θ пошто је за мале углове R ≈ I+ θ K. (то је зато што су то прва два члана у Тејлоровом реду за exp(θ K).)
Ова формулација такође има проблема када је θ = {\displaystyle \pi }, где услови изван осе не дају информацију о оси ротације (која је вишесмислено дефинисана). У таковом случају потребно је приспитати претходну формули.
{\displaystyle R=I+\mathbf {K} \sin(\theta )+\mathbf {K} ^{2}(1-\cos(\theta ))}
У θ=π, имамо
{\displaystyle R=I+2\mathbf {K} ^{2}=I+2(\mathbf {\omega } \otimes \mathbf {\omega } -I)=2\mathbf {\omega } \otimes \mathbf {\omega } -I}
и нека
{\displaystyle B:=\mathbf {\omega } \otimes \mathbf {\omega } ={\frac {1}{2}}(R+I)~,}
тако да је диагонална вредност од B квадрат елемената ω и знак може бити одређен из знакова ван дијагонале од  B.

### Кватерниони
Следећи израз трансформише оса-угао координате у версоре (јединичне кватернионе).
{\displaystyle Q=\left(\cos \left({\frac {\theta }{2}}\right),\mathbf {\omega } \sin \left({\frac {\theta }{2}}\right)\right)}

Дати версор {\displaystyle q=s+\mathbf {x} } представљен са својим скаларом s и вектором x, оса-угао вредности могу бити нађене следећом формулом:
{\displaystyle \theta =2\,\arccos(s)\,}
{\displaystyle \mathbf {\omega } =\left\{{\begin{matrix}{\frac {x}{\sin(\theta /2)}},&\mathrm {if} \;\theta \neq 0\\0,&\mathrm {otherwise} \end{matrix}}\right.}
Нумерички стабилнија метода користи атан2 функцију:
{\displaystyle \theta =2\,\operatorname {atan2} (|x|,s)\,,}
где |x| је Еуклидова норма вектора (3) x.